# Svenska barnboksinstitutet
Svenska barnboksinstitutet (Sbi) i Stockholm är en svensk stiftelse och ett informationscentrum och forskningsbibliotek för svensk barn- och ungdomslitteratur. Verksamheten startade 1965 och finansieras av statliga medel. Stiftelsens samlingar omfattar barn- och ungdomsböcker, tecknade serier i bokform och barntidningar. 

## Verksamhet
Den 1965 grundade stiftelsens syfte är att:
- samla svensk barn- och ungdomslitteratur på svenska och översatt till andra språk
- upprätthålla ett forskningsbibliotek över barn- och ungdomslitteratur
- främja studium om barn- och ungdomslitteratur
- öka kunskap om barn- och ungdomslitteratur bland alla som arbetar med barn och ungdomar
- informera förlag, massmedia, bibliotek, andra institutioner och allmänheten om barn- ungdomslitteratur
- vara kontaktorgan för internationella kontakter inom området barn- och ungdomslitteratur

Stiftare är Stockholms universitet, Svenska Förläggareföreningen, Sveriges Författarförbund samt Föreningen Svenska Tecknare. Styrelsens ordförande utses av regeringen och den består i övrigt av representanter för stiftarna och för Stockholms stad. 
Svenska barnboksinstitutet publicerar ny forskning om barn- och ungdomslitteratur i skriftserien Skrifter utgivna av Svenska barnboksinstitutet och ger också ut tidskriften Barnboken - tidskrift för barnlitteraturforskning.

## Utmärkelser
Svenska barnboksinstitutet fick Ture Sventon-priset Temmelburken 1999 och Samfundet De Nios Astrid Lindgren-pris 2006.

## Svenska barnboksinstitutets Lennart Hellsing-pris
I samband med Lennart Hellsings 90-årsdag 2009 instiftade Svenska barnboksinstitutet ett pris att utdelas fem gånger. Lennart Hellsing utsåg pristagaren de fyra första gångerna och efter hans hans bortgång 2015 utsåg hans dotter Susanna Hellsing den sista mottagaren 2017. Priset tilldelades en författare som hade publicerat en diktsamling (svenskt original) föregående utgivningsår. Priset bestod av en prissumma á 20 000 kronor, en kudde designad av Lennart Hellsing och ett diplom.
Mottagare av Svenska barnboksinstitutets Lennart Hellsing-pris var Erik Magntorn (2009), Lotta Olsson (2010), Leif Klitze (2011), Malte Persson (2013) och systrarna Emma och Lisen Adbåge (2017).